# UFC on ESPN: Usman vs. Buckley
UFC on ESPN: Usman vs. Buckley (también conocido como UFC on ESPN 69) fue un evento de artes marciales mixtas producido por Ultimate Fighting Championship que se llevó a cabo el 14 de junio de 2025 en el State Farm Arena en Atlanta, Georgia, Estados Unidos.

## Antecedentes
El evento marcó la quinta visita de la promoción a Atlanta y la primera desde UFC 236 en abril de 2019.
Está previsto que una pelea de peso welter entre el ex campeón de peso welter de UFC Kamaru Usman y Joaquin Buckley encabece el evento.
En este evento se llevó a cabo una pelea de peso semipesado entre Paul Craig y el excampeón interino de peso semipesado de LFA, Rodolfo Bellato. Originalmente, estaban programados para competir en UFC Fight Night: Burns vs. Morales un mes antes, pero la pelea se canceló durante el evento debido a que Bellato tenía una infección de herpes.
Ricky Simón estaba programado para enfrentar a Charles Jourdain en una pelea de peso gallo en este evento. Sin embargo, Jourdain se retiró durante la semana de la pelea debido a una lesión en el ojo y fue reemplazado por Cameron Smotherman.

## Resultados
1. ↑  Un choque accidental de cabezas hizo que Brundage no pudiera continuar.
2. ↑   Una patada ascendente ilegal accidental dejó a Bellato sin poder continuar.

## Bonificaciones
Los siguientes peleadores recibieron bonificaciones de 50.000 dólares.
- Pelea de la Noche: Kamaru Usman vs. Joaquin Buckley
- Actuación de la Noche: Malcolm Wellmaker y José Ochoa